# Tadeusz Sabat
Tadeusz Tomasz Sabat (ur. 20 marca 1951 w Nadolanach) – polski polityk, działacz organizacji rolniczych, pszczelarz, poseł na Sejm II kadencji.

## Życiorys
Absolwent Państwowego Technikum Pszczelarskiego w Pszczelej Woli (1972). Był przewodniczącym rady miejskiej w Andrychowie. Sprawował mandat posła na Sejm II kadencji wybranego z listy Polskiego Stronnictwa Ludowego w okręgu bielskim (1993–1997). Zasiadał w Komisjach Ochrony Środowiska, Zasobów Naturalnych i Leśnictwa oraz Komisji Zdrowia. W wyborach prezydenckich w 2005 wszedł do komitetu honorowego poparcia Jarosława Kalinowskiego. W latach 1999–2017 kierował Polskim Związkiem Pszczelarskim, ponownie stanął na czele tej organizacji w 2024. W 2018 uzyskał mandat radnego powiatu wadowickiego, który wykonywał do 2024.

## Odznaczenia
W 2012, za wybitne zasługi w działalności na rzecz rozwoju i popularyzacji pszczelarstwa, został odznaczony Krzyżem Oficerskim Orderu Odrodzenia Polski. W 2005, za wybitne zasługi w działalności na rzecz społeczności lokalnej, otrzymał Krzyż Kawalerski tego orderu. W 1999 nadano my Złoty Krzyż Zasługi.